# Etajima
Etajima (en japonés: 江田島) es una isla en la bahía de Hiroshima situada en el suroeste de la prefectura de Hiroshima, Japón. Desde la ciudad de Hiroshima la isla está a unos 7 km en el mar y a unos 6 km de la ciudad de Kure. Está conectada a Kure por dos puentes.
Etajima tiene dos maratones anuales, incluido el Maratón Mikan (naranja), y el Maratón Kaki (Oyster). El Maratón de Mikan se celebra desde hace más de dos décadas. Se organiza cada año en octubre, al comienzo de la temporada de cultivo de naranjas. Cada participante es recompensado por sus esfuerzos con una bolsa de naranjas cultivadas localmente. El Vigésimo tercer maratón Anual de Mikan en 2008 recibió a más de 2000 participantes.
El Maratón de Kaki es relativamente un maratón de menor escala. Los participantes son recompensados con ostras.

## Historia
El 1 de noviembre de 2004, cuatro ciudades de la isla se fusionaron formando la ciudad de Etajima. Estas ciudades fueron: Etajima del Distrito Aki, y Noumi, Okimi y Ogaki del Distrito Saeki.